# World Cup USA '94
World Cup USA '94 is een voetbalspel uit 1994 ontwikkeld door U.S. Gold. Het spel is beschikbaar voor Genesis, Mega-CD, Super NES, Master System, DOS, Game Boy en Game Gear

## Licentie
Voordat het spel kon worden uitgebracht, diende U.S. Gold een licentie aan te gaan met FIFA. FIFA ging trouwens gelijkaardige licenties aan met andere bedrijven waaronder Electronic Arts. Deze laatste bracht in 1993 het spel FIFA International Soccer uit. In 1996 kreeg Electronic Arts van FIFA de exclusieve licentie om voetbalspellen betreffende het wereldkampioenschap voetbal uit te brengen..

## Spelbesturing
Het spel wordt gespeeld in vogelperspectief. De snelheid waarmee de minuten verlopen, is instelbaar. Door middel van kruis of munt wordt bepaald welke ploeg mag starten. Verder zijn er nog diverse instellingen: meer of minder dribbelcontrole, speler/computeraangestuurde doelman, ... Het spel gebruikt ook het principe van buitenspel. Bij het samenstellen van een ploeg kan men zowel kiezen tussen echte als fictieve voetballers. Voor eigenschappen van de bestaande voetballers, zoals bijvoorbeeld snelheid, tactiek ..., zijn vaste waarden. Bij de fictieve voetballers kan men dit in de meeste gevallen wel aanpassen.

## Ploegen
Officieel gewkalificeerde teams:
- Argentinië
- België
- Bolivia
- Brazilië
- Bulgarije
- Kameroen
- Colombia
- Duitsland
- Griekenland
- Italië
- Zuid-Korea
- Mexico
- Marokko
- Nederland
- Nigeria
- Noorwegen
- Ierland
- Roemenië
- Rusland
- Saoedi-Arabië
- Spanje
- Zweden
- Zwitserland
- Verenigde Staten

Niet-gekwalificeerde teams:
- Australië
- Denemarken
- Engeland
- Frankrijk
- Japan
- Portugal
- Schotland
- Wales

## Ontvangst
GamePro gaf de spelbesturing, geluidseffecten en de diverse instellingen in de SNES-versie een zeer hoge score, maar vond de tekeningen ondermaats.